# Imagem de Edessa

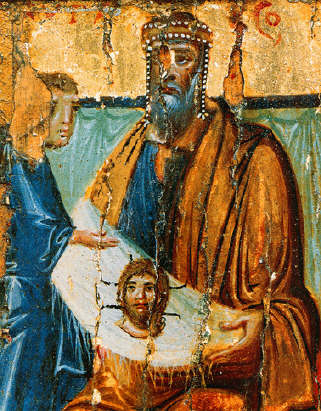
De acordo com a lenda, o rei Abgar recebeu a imagem de Edessa, um retrato de Jesus

De acordo com a lenda cristã, a Imagem de Edessa é um sudário, tal como o Sudário de Turim, transformado numa relíquia sagrada, na forma de um retângulo de tecido, sobre o qual uma imagem milagrosa do rosto de Jesus está impresso - o primeiro ícone ("imagem")[a]. É também uma das imagens classificadas como acheiropoieta ("não feitas pelas mãos").
Na Igreja Ortodoxa, a imagem é conhecida como Mandílio (em latim: Mandylium; em grego: μανδήλιον; romaniz.: Mandylion) sagrado, uma palavra em grego medieval e que não é utilizada em nenhum outro contexto. O Ceramídio é o nome de um "título sagrado" impresso junto com a face de Cristo e milagrosamente transferido através do contato com o Mandílio.
A Igreja Ortodoxa festeja-se este ícone em 16 de agosto, data do translado de Edessa  (atual Edessa (Mesopotâmia), na Turquia) para Constantinopla.

## História de uma lenda

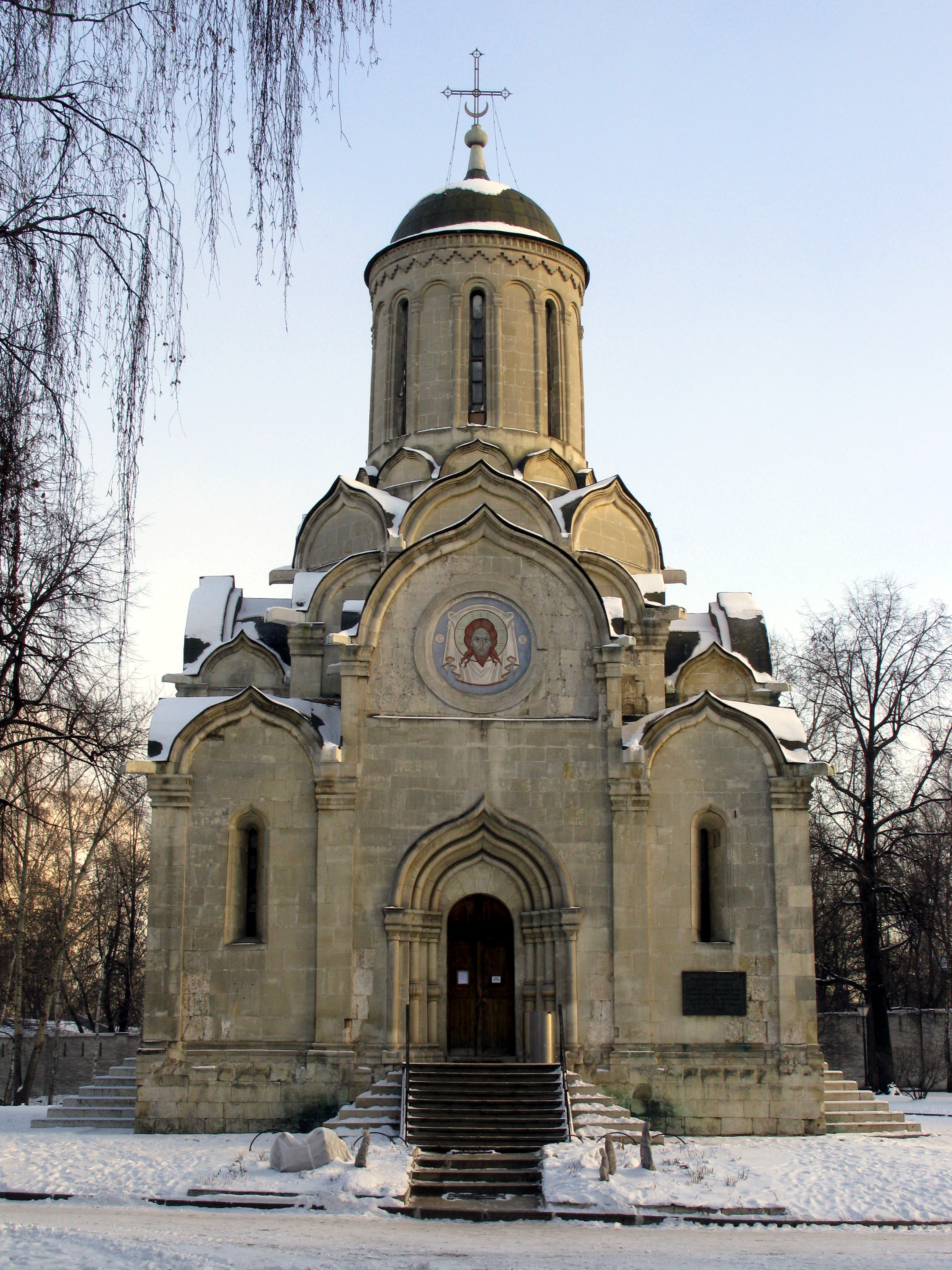
O católico do mosteiro de Andronicove é o mais antigo edifício de Moscou e uma das muitas igrejas russas dedicadas ao Mandílio

De acordo com a lenda, o rei Abgar de Edessa escreveu para Jesus pedindo-lhe para que viesse curá-lo de uma enfermidade. Abgar recebeu uma resposta de Jesus recusando o convite, mas prometendo no futuro uma visita de um de seus discípulos. A lenda foi relatada pela primeira vez no início do século IV por Eusébio de Cesareia, que afirma ter transcrito e traduzido a carta em si a partir dos arquivos em siríaco do rei de Edessa, apesar de não fazer menção à imagem. O apóstolo - um dos Setenta Discípulos - Tadeu de Edessa teria ido à Edessa levando as palavras de Jesus, pelas quais o rei foi milagrosamente curado.
Após o primeiro relato de Eusébio, a imagem aparece novamente em 384 no relato de Egéria, uma peregrina ou da Gália ou da Hispânia, a quem foi dada a honra de uma visita especial pelo bispo de Edessa, que também lhe forneceu relatos milagrosos sobre o salvamento de Edessa das mãos dos persas e lhe permitiu avaliar em primeira mão transcrições das correspondências entre Abgar e Jesus, devidamente rebuscados e embelezados. Parte dos relatos dela sobre suas viagens, em cartas para o seu convento, sobreviveram. "Ela inocentemente supôs que esta versão seria mais completa que a outra, mais curta, que ela lera numa tradução em sua terra natal, presumivelmente uma trazida para lá por um peregrino ainda mais antigo.". A sua visita, acompanhada ainda de um tradutor, foi completa. O bispo é citado: "Vamos agora ao portão, onde o mensageiro Ananias chegou com a carta sobre a qual falávamos.". Não há, porém, menção alguma de uma imagem que Egéria tivesse visto durante a sua cuidadosa inspeção de três dias em Edessa e redondezas.

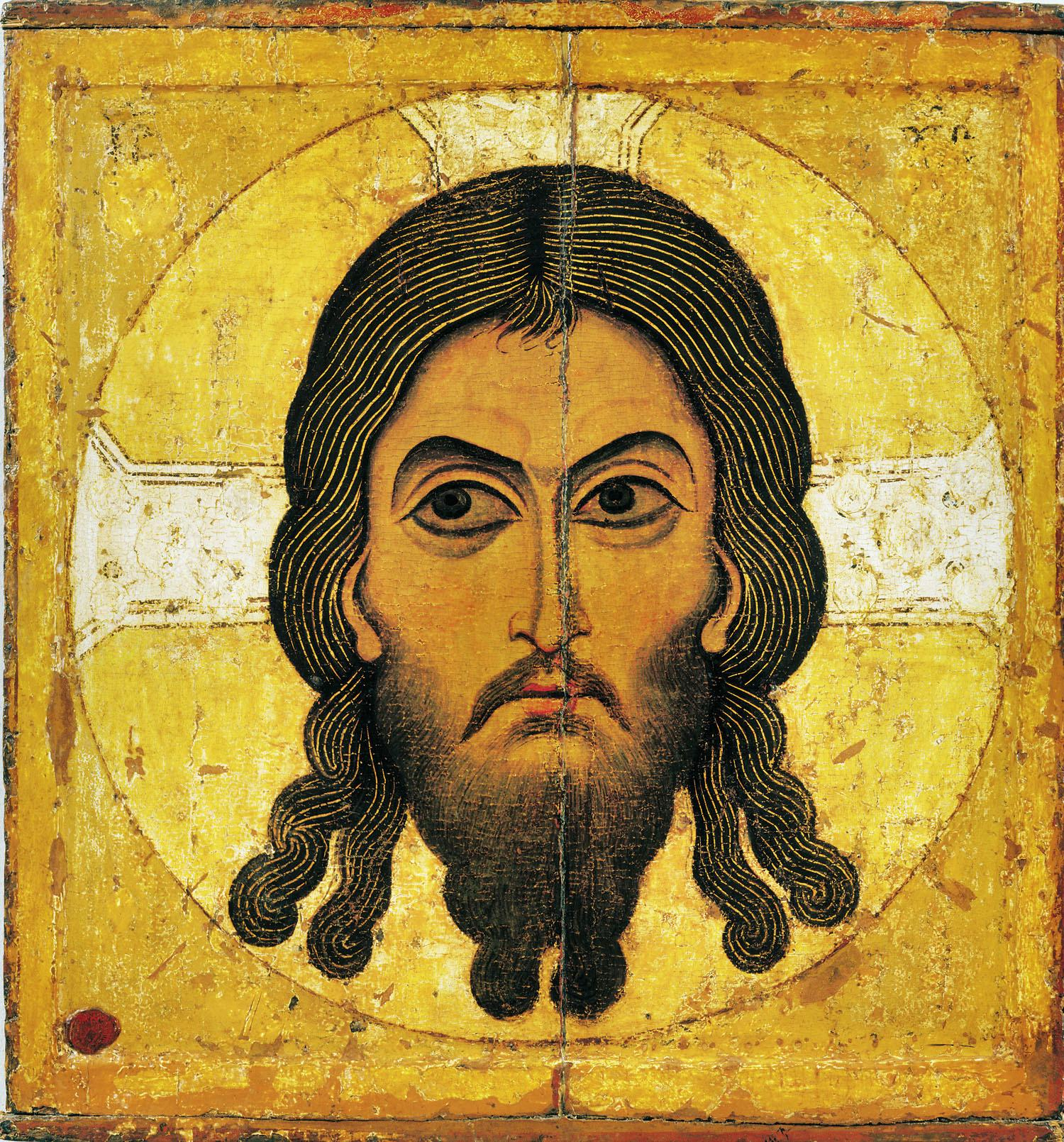
"Salvador, feito não pelas mãos", um ícone de Novgorod de ca. 1100

O próximo estágio no desenvolvimento da lenda está na Doutrina de Addai (Tadeu), ca 400 d.C., que introduz um pintor da corte na delegação enviada por Abgar até Jesus e que pintou um retrato dele para levar de volta ao seu mestre:p. 240:
| “ | Quando Ananias, o guardião dos arquivos, conversou com Jesus, por conta de ele ser o pintor do rei, ele pintou um retrato de Jesus com tintas escolhidas e o levou de volta para Abgar, o rei, seu mestre. E quando Abgar viu o retrato, ele o recebeu com grande alegria e o colocou com grande honra num dos palácios reais." | ” |
|   | — Doutrina de Addai, 13. |   |

As últimas lendas da imagem contam que como os sucessores de Abgar reverteram ao paganismo, o bispo colocou a imagem milagrosa dentro de uma parede e colocou uma lanterna brilhante diante dela, selando ambos por trás de um azulejo. A imagem foi novamente encontrada após uma visão, na noite de uma invasão persa. O azulejo foi encontrado com a imagem milagrosamente reproduzido nele e a lanterna ainda brilhava diante do tecido. O bispo de Edessa então se utilizou de fogo no qual óleo que pingava de imagem fora derramado para destruir os persas.
Acredita-se que a imagem teria reaparecido em 525 d.C., durante uma enchente no Daisan, um tributário do Eufrates que passava através de Edessa. Esta enchente foi mencionada nas obras do historiador da corte, Procópio de Cesareia. Durante as obras de reconstrução, um tecido com a face de um homem foi descoberto escondido numa parede sobre um dos portões de Edessa.
Por volta de 544 d.C., quando Procópio de Cesareia relatou a recuperação de Edessa das mãos dos sassânidas, ele atribuiu o evento aos poderes milagrosos da carta enviada de Jesus para Abgar.
O primeiro registro da existência de uma imagem física na antiga cidade de Edessa foi de Evágrio Escolástico, em sua obra História Eclesiástica (de 593 d.C., e que reporta um retrato de Cristo, de origem divina (em grego:  θεότευκτος) cujos poderes milagrosos ajudaram na defesa de Edessa contra os persas em 544 d.C..
Assim, podemos traçar o desenvolvimento da lenda desde uma carta, sem imagem, em Eusébio até uma imagem pintada por um pintor da corte em Addai; então há um milagre causado por uma carta relatado em Procópio, que se tornou um milagre causado por uma imagem milagrosa criada sobrenaturalmente quando Jesus limpou seu rosto no tecido em Evágrio. Este foi o último e mais recente estágio da lenda que foi aceita na Igreja Ortodoxa, a imagem de Edessa que foi "criada por Deus e não produzida pelas mãos do homem." Esta ideia de um ícone com origens sobrenaturais já foi atribuída a outros ícones ortodoxos.

## Eventos posteriores
O Mandílio sagrado desapareceu novamente após os sassânidas terem conquistado Edessa em 609 Uma lenda local, relatada ao historiador Andrew Palmer quando ele visitou Urfa em 1999, relata que o tecido ou mortalha (mendil) de Jesus foi atirado num poço no que hoje é a grande mesquita da cidade. A tradição cristã, exemplificada na Historiarum compendium de Georgios Kedrenos não está de acordo. João Escilitzes recontando como, em 944, quando a cidade foi sitiada pelo general bizantino João Curcuas, a imagem foi trocada por um grupo de prisioneiros muçulmanos. Nesta época, a imagem foi enviada para Constantinopla, onde ela foi recebida em grande festa pelo imperador Romano I Lecapeno, que a depositou na capela da Teótoco do Farol no Grande Palácio de Constantinopla. Não por coincidência, o mais antigo ícone bizantino conhecido do Mandílio ou Santa Face, preservado no Mosteiro de Santa Catarina, no Monte Sinai, foi datado como sendo de 945
O Mandílio permaneceu sob a proteção imperial até o saque da cidade na Quarta Cruzada em 1204, quando acredita-se que tenha sido levada, junto com muitos outros tesouros, para a Europa, ainda que a "Imagem de Edessa" não seja citada neste contexto em nenhum documento contemporâneo. Um fragmento desta relíquia, ou ela inteira, era uma parte de um grupo de tesouros vendido por Balduíno II para Luís IX da França em 1241 e abrigado na Sainte Chapelle de Paris.

## Imagens sobreviventes

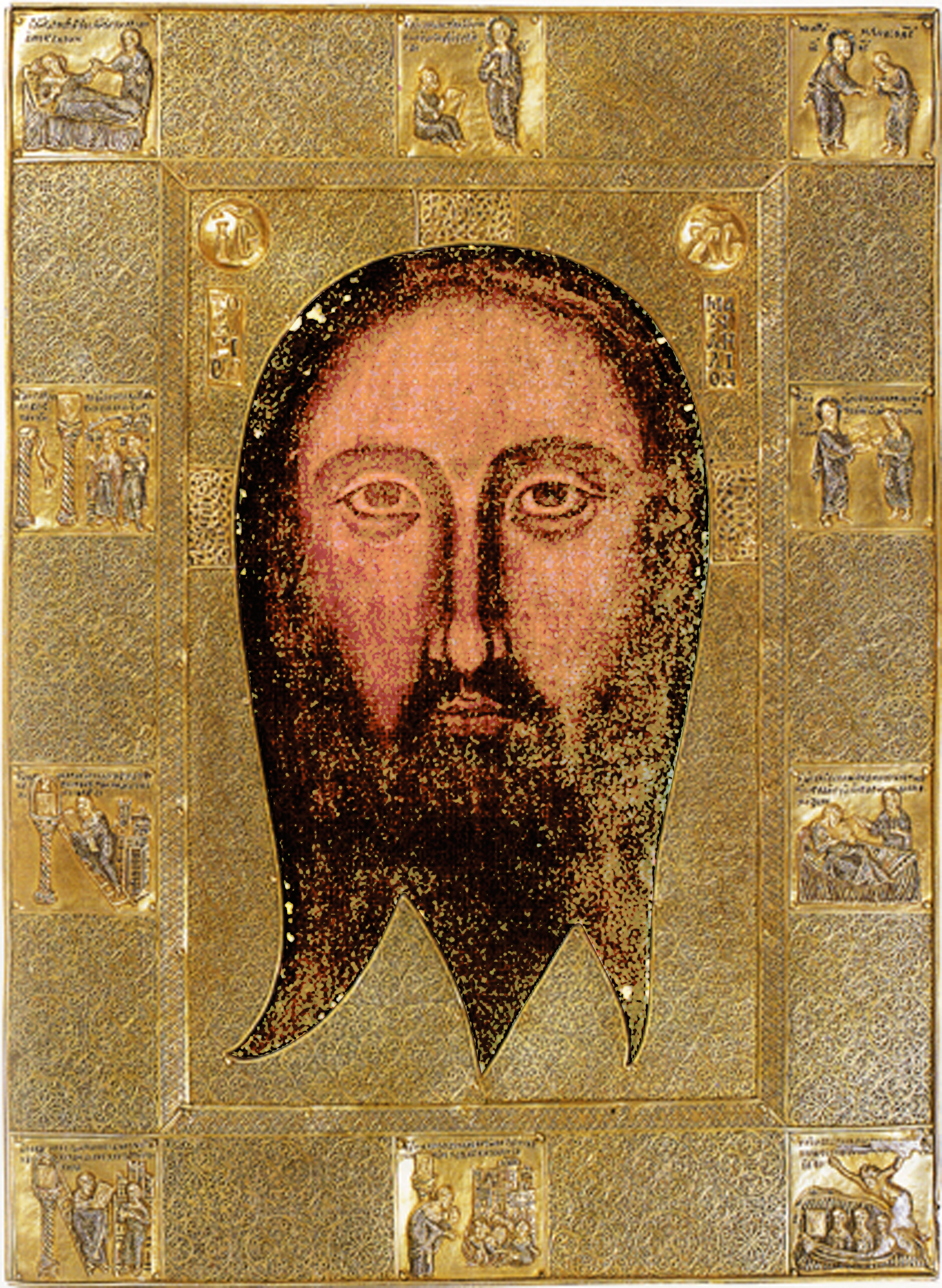
Santa Face de Gênova

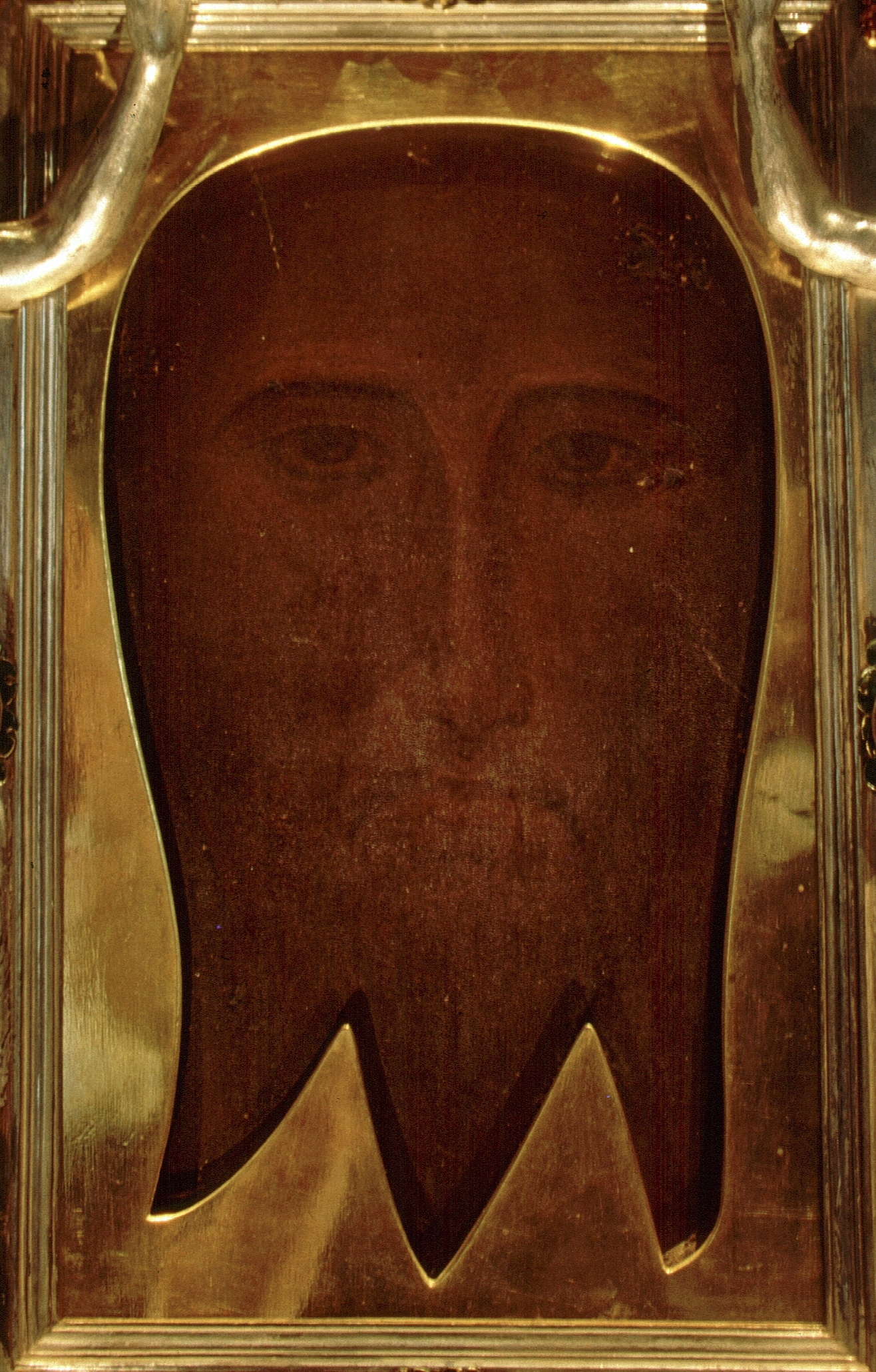
Santa Face de São Silvestre

Duas imagens sobrevivem hoje e que estão associadas com o Mandílio.

### Santa Face de Gênova
Esta imagem está preservada na modesta igreja de São Bartolomeu dos armênios, em Gênova, tendo sido doada no século XIV ao Doge da cidade, Leonardo Montaldo, pelo imperador bizantino João V Paleólogo.
Ela já foi objeto de um estudo detalhado em 1969 por Colette Dufour Bozzo, que datou a moldura exterior como sendo do final do século XIV, estabelecendo assim um terminus ante quem para moldura interior e a imagem. Bozzo descobriu que a imagem foi impressa num tecido que tinha sido colado numa tábua de madeira.
A semelhança com a imagem da Santa Face (ou Véu de Verônica) sugere uma ligação entre as duas tradições.

### Santa Face de São Silvestre
Esta imagem era mantida na igreja romana de San Silvestro in Capite até 1870 e está hoje na capela de Matilda no Palácio Vaticano. A imagem está numa moldura barroca doada pela irmã Dionora Chiarucci em 1623. A mais antiga evidência de sua existência é 1517, quando as freiras foram proibidas de a exibir para evitar a competição com a Santa Face. Assim, como a imagem de Gênova, ela foi pintada numa tábua e, portanto, é provável que seja uma cópia.
Em 2013, a imagem veio ao Rio de Janeiro, Brasil, para a exposição "A Herança do Sagrado", paralela ao evento Jornada Mundial da Juventude